# Günter Stephan (Fußballspieler)
Günter Stephan (* 8. Oktober 1912 in Frankfurt am Main; † 15. April 1995) war ein deutscher Fußballspieler.

## Karriere

### Vereine
Stephan begann bei Schwarz-Weiß Frankfurt mit dem Fußballspielen. Nach Essen gelangt, spielte er von 1934 bis 1943 für Schwarz-Weiß Essen in der Gauliga Niederrhein in einer von 16 Gauligen zur Zeit des Nationalsozialismus als einheitliche höchste Spielklasse im Deutschen Reich. In der Saison 1935/36 konnte er mit der Mannschaft die Klasse nur aufgrund des besseren Torquotientens gegenüber dem VfL Borussia München-Gladbach halten. Die Saison 1937/38 wurde als Zweitplatzierter hinter dem Gaumeister Fortuna Düsseldorf abgeschlossen, wie auch die Folgesaison – und vor dem Liganeuling und Stadtrivalen Rot-Weiss Essen; mit dieser Konstellation wurde auch die Saison 1939/40 beendet. In dieser Spielzeit verzeichnete er mit dem Erreichen des Viertelfinales im Tschammerpokal-Wettbewerb, das am 20. Oktober 1940 mit 1:2 gegen den 1. FC Nürnberg verloren wurde, seinen größten Erfolg. Mit dem Abstieg von Schwarz-Weiß Essen 1943 in die zweitklassige Bezirksliga, verließ er den Verein, für den er die Position des Mittelläufers einnahm und auch Mannschaftskapitän war.
Seine aktive Fußballerkarriere beendete er in der Gauliga Hessen-Nassau mit dem Saisonende 1943/44 bei Eintracht Frankfurt.

### Auswahl-/Nationalmannschaft
Zwischen 1932 und 1936 bestritt Stephan sechs Begegnungen als Spieler der Auswahlmannschaft des Westdeutschen Spiel-Verbandes.
Am 18. August 1935 bestritt er sein einziges Länderspiel für die zweite Auswahl der A-Nationalmannschaft; die Begegnung in Luxemburg gegen die Nationalmannschaft Luxemburgs – ein Sichtungsspiel für das olympische Fußballturnier 1936 unter Leitung von Sepp Herberger – wurde durch das Tor von Walter Günther in der 43. Minute mit 1:0 entschieden.
Reichstrainer Otto Nerz betreute zeitgleich die erste Auswahl der A-Nationalmannschaft, die in München mit 6:0 über die Nationalmannschaft Finnlands siegte. Für diese Nationalmannschaft konnte sich Stephan nicht empfehlen, da mit Ludwig Goldbrunner ein übermächtiger Konkurrent auf seiner Position spielte.